# Dolichorhinotermes
Dolichorhinotermes (лат.) — род термитов из семейства Rhinotermitidae. Неотропика: от Боливии, Перу и Бразилии на север до Суринама, Гайаны, Французской Гвианы, Панамы, Эквадора; также в Тринидаде и на Гаити. Третий членик усиков имаго короче, чем первый. Крупные солдаты с вытянутой овальной головой. Жвалы мелкие. Бока головы прямые или выпуклые. 6 видов, из которых 2 ископаемых вида из Доминиканского и Мексиканского миоценовых янтарей.
- Dolichorhinotermes apopnus  Engel & Krishna, 2007[2].
- Dolichorhinotermes dominicus  Schlemmermeyer & Cancello, 2000[4]
- Dolichorhinotermes japuraensis  Constantino, 1991[5]
- Dolichorhinotermes lanciarius  Engel & Krishna, 2007[2].
- Dolichorhinotermes longilabius  (Emerson, 1925) typus
- Dolichorhinotermes neli  Ensaf & Betsch, 2002[6]